# Lan Bale
Lan Bale (Pietermaritzburg, 7 september 1969) is een voormalig Zuid-Afrikaans tennisser die tussen 1991 en 2000 uitkwam in het professionele circuit. Bale was vooral succesvol in het herendubbeltennis, waarin hij vier ATP-toernooien op zijn naam schreef en in nog eens vier finales stond.

## Palmares
| Legenda                       | Legenda               |
| ----------------------------- | --------------------- |
| Grand Slam                    |                       |
| Olympische Spelen             |                       |
| tot 2009                      | vanaf 2009            |
| Tennis Masters Cup            | ATP Finals            |
| ATP Masters Series            | ATP Tour Masters 1000 |
| ATP International Series Gold | ATP Tour 500          |
| ATP International Series      | ATP Tour 250          |

### Dubbelspel
| Nr.                           | Datum           | Toernooi          | Ondergrond | Partner               | Tegenstanders in finale          | Score         | Details |
| ----------------------------- | --------------- | ----------------- | ---------- | --------------------- | -------------------------------- | ------------- | ------- |
| Gewonnen finales heren dubbel |                 |                   |            |                       |                                  |               |         |
| 1.                            | 5 april 1993    | ATP Durban        | Hardcourt  | Byron Black           | Johan De Beer Marcos Ondruska    | 7-6, 6-2      | Details |
| 2.                            | 15 mei 1994     | ATP Coral Springs | Gravel     | Brett Steven          | Ken Flach Stephane Simian        | 6–3, 7–5      | Details |
| 3.                            | 16 oktober 1994 | ATP Tel Aviv      | Hardcourt  | John-Laffnie de Jager | Jan Apell Jonas Björkman         | 6-7, 6-2, 7-6 | Details |
| 4.                            | 5 mei 1996      | ATP München       | Gravel     | Stephen Noteboom      | Olivier Delaître Diego Nargiso   | 4-6, 7-6, 6-4 | Details |
| Verloren finales heren dubbel |                 |                   |            |                       |                                  |               |         |
| 1.                            | 2 oktober 1994  | ATP Bazel         | Hardcourt  | John-Laffnie de Jager | Patrick McEnroe Jared Palmer     | 3-6, 6-7      | Details |
| 2.                            | 12 juli 1998    | ATP Båstad        | Gravel     | Piet Norval           | Magnus Gustafsson Magnus Larsson | 4-6, 2-6      | Details |
| 3.                            | 10 oktober 1999 | ATP Palermo       | Gravel     | Alberto Martín        | Mariano Hood Sebastián Prieto    | 3–6, 1–6      | Details |
| 4.                            | 5 maart 2000    | ATP Santiago      | Gravel     | Piet Norval           | Gustavo Kuerten Antonio Prieto   | 2-6, 4-6      | Details |

## Prestatietabel
| Legenda | Legenda                          |
| ------- | -------------------------------- |
| g.t.    | geen toernooi gehouden           |
| l.c.    | lagere categorie                 |
| –       | niet deelgenomen                 |
| G       | uitgeschakeld in de groepsfase   |
| 1R      | uitgeschakeld in de eerste ronde |
| 2R      | uitgeschakeld in de tweede ronde |
| 3R      | uitgeschakeld in de derde ronde  |
| 4R      | uitgeschakeld in de vierde ronde |
| KF      | uitgeschakeld in de kwartfinale  |
| HF      | uitgeschakeld in de halve finale |
| F       | de finale verloren               |
| W       | het toernooi gewonnen            |
| w-v     | winst/verlies-balans             |

### Prestatietabel grand slam, dubbelspel
| Toernooi        | 1989 | 1993 | 1994 | 1995 | 1996 | 1998 | 1999 | 2000 |
| --------------- | ---- | ---- | ---- | ---- | ---- | ---- | ---- | ---- |
| Australian Open | –    | –    | –    | 1R   | 1R   | –    | 2R   | 2R   |
| Roland Garros   | –    | –    | 3R   | 1R   | 3R   | –    | 2R   | 1R   |
| Wimbledon       | 1R   | 1R   | KF   | 3R   | 1R   | –    | 2R   | 1R   |
| US Open         | –    | –    | 3R   | 1R   | 2R   | 3R   | 2R   | –    |